# My Little Pony: Нове покоління
«My Little Pony: Нове покоління» (англ. My Little Pony: A New Generation) — комп'ютерний анімаційний фільм 2021 року, п'ятий за ліком у медіафраншизі My Little Pony компанії Hasbro. Головних персонажів, жителів фантастичної країни — поні, пегасів, єдинорогів, алікорнів — озвучили: Ванесса Гадженс, Кіміко Гленн, Джеймс Марсден, Софія Карсон та Ліза Коші.
Гасло фільму: «Скачи або лети» (Ride or Fly)

## Сюжет
Події «Нового покоління» розгортаються через багато років після подій «My Little Pony: Дружба — це диво», в епоху без магії, коли історія юної поні-єдинорога Твайлайт Спаркл та її друзів перетворилася на легенду, а три види поні — наземні, пегаси й єдинороги розселилися по різних місцях, відчуваючи одне до одного численні упередження. Головна героїня, життєрадісна поні Санні Старскаут, зустрічає єдинорога Ізі Мунбоу, разом з яким вирішує відшукати усі види поні та відновити магію в чарівній країні Еквестрії. На героїв чекає багато перешкод, але вони упевнені, що навіть маленькі поні можуть змінити світ.

## Виробництво
Компанія Paramount Pictures планувала випусти фільм у кінопрокат, але зрештою, через пандемію COVID-19, 24 вересня 2021 року він вийшов у більшості країн на стрімінговій платформі Netflix, а в кінотеатрах — у кількох азійських країнах.

## Сприйняття
Фільм здобув здебільшого позитивні відгуки, окремі критики зауважили недоліки сюжету та недостатній темп подій. Незважаючи на це, за статистикою Netflix, у жовтні 2021 року фільм зібрав найбільшу кількість переглядів.

## Маркетинг
Відеогра під назвою My Little Pony: A Maretime Bay Adventure вийшла для Microsoft Windows, Nintendo Switch, PlayStation 4 та Xbox One 27 травня 2022 року, а для Google Stadia - 28 червня 2022 року.